# Aslı İskit

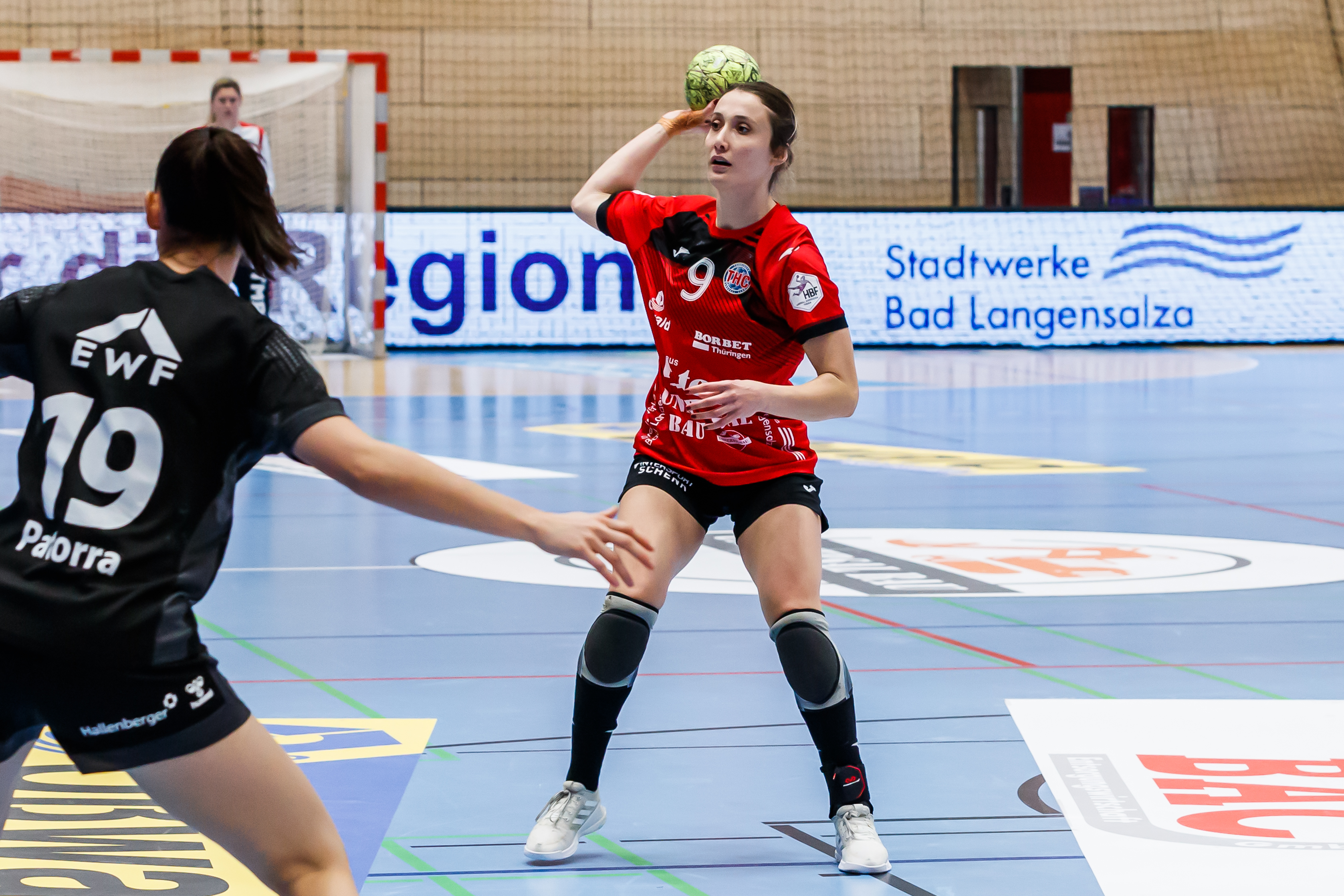
Aslı İskit under match med Thüringer HC, 2021.

Aslı İskit Çalışkan, född 7 december 1993 i Urla, İzmir, är en turkisk handbollsspelare (vänsternia). Hon har bland annat spelat för den svenska klubben Kristianstad HK (2016–2018) och tyska Thüringer HC (2020–2022).